# La locandiera (Salieri)
La locandiera (deutsch: Die Wirtin) ist ein Dramma giocoso in drei Akten von Antonio Salieri auf einen Text von Domenico Poggi nach Carlo Goldonis gleichnamigem Schauspiel La locandiera (deutsch: Mirandolina).
Die Uraufführung fand am 8. Juni 1773 im Wiener Burgtheater statt. Das Stück konnte einigen Erfolg verbuchen; so wurde es schon bald nach der Premiere in Prag, Warschau, Florenz, Dresden, Kopenhagen, Graz und Pressburg präsentiert, teilweise auch in deutscher Übersetzung. In Paris ging das Werk 1792 in Viottis Théatre de Monsieur in Szene; Luigi Cherubini hatte eigens für diese Aufführung fünf alternative Einlagestücke geschrieben.
Die erste moderne (allerdings stark gekürzte) Wiederaufführung der Locandiera fand im November 1989 unter der Leitung von Fabio Luisi in Lugo statt. Die Produktion wurde als Live-Mitschnitt veröffentlicht. Zu einer weiteren Inszenierung der Oper kam es 1992 in Spoleto.